# Hemieuxoa verniloides
Hemieuxoa verniloides är en fjärilsart som beskrevs av Lafontaine. Hemieuxoa verniloides ingår i släktet Hemieuxoa och familjen nattflyn. Inga underarter finns listade i Catalogue of Life.